# 弥玛斯
弥玛斯（Mimas），希腊神话的癸干忒斯之一。和蓋亞的其他巨人兒子一樣，彌瑪斯的雙腿上有蛇，並且一出生全身就被盔甲保護著。在癸干忒斯戰爭中，彌瑪斯被赫淮斯托斯投擲的熔融的鐵器殺死。
英文中 Mimas 也指土卫一。